# GSC1118-1617
GSC1118-1617 — хімічно пекулярна зоря спектрального класу A, що має видиму зоряну величину в смузі V приблизно  9,8.